# Hirmoneura spitzi
Hirmoneura spitzi är en tvåvingeart som beskrevs av Bernandi 1977. Hirmoneura spitzi ingår i släktet Hirmoneura och familjen Nemestrinidae. Inga underarter finns listade i Catalogue of Life.